# Somministrazione di lavoro
La somministrazione di lavoro è un istituto del diritto del lavoro italiano introdotto in Italia con il d.lgs. 10 settembre 2003, n. 276, entrato in vigore il 24 ottobre dello stesso anno, emanato in attuazione della legge Biagi.
L'istituto sostituì il rapporto di lavoro interinale introdotto dal pacchetto Treu del 1997, e si presenta come una fattispecie di rapporto di lavoro.

## Evoluzione storica
La locazione di personale era un fenomeno vietato dal codice civile italiano del 1942, la successiva legge 23 ottobre 1960, n. 1369 venne emanata con lo scopo di combattere un fenomeno di sfruttamento della manodopera, il "caporalato", con il quale uno pseudo-appaltatore s'interponeva tra il vero datore e il lavoratore, in modo che il datore non dovesse assumersi le responsabilità del rapporto di lavoro.
Una disciplina del lavoro interinale nel frattempo introdotta dal governo Prodi I col pacchetto Treu nel 1997, venne abrogata dal d.lgs 10 settembre 2003, n. 276, contestualmente alla legge n. 1369/1960, introducendo e disciplinando compiutamente il nuovo istituto. Il decreto del 2003 prevedeva l'utilizzo sia a tempo determinato e non; ma la legge 24 dicembre 2007, n. 247 (legge finanziaria per l'anno 2008) la somministrazione a tempo indeterminato venne abolita e la successiva legge 23 dicembre 2009, n. 191 (legge finanziaria per l'anno 2010) ha reintrodotto la norma precedente, introducendo un nuovo caso di ammissibilità e delegando alla contrattazione aziendale la facoltà di individuarne di aggiuntive. Ad oggi la somministrazione di lavoro è disciplinata dagli artt. 30-40 del decreto legislativo 15 giugno 2015, n.81.

## Analisi
La normativa di riferimento prevede di poter somministrare a tempo determinato e a tempo indeterminato (cd. Staff leasing). Le Agenzie sono autorizzate dal Ministero del lavoro e delle politiche sociali e registrate in un albo apposito, altrimenti si realizza il fenomeno interpositorio vietato già dalla legge del 1960, nonché dal d. leg. 276/2003 e anche dalla Convenzione OIL. I lavoratori, per stipulare il contratto di somministrazione, non versano alcun corrispettivo all'Agenzia.
Per tutta la durata della missione presso l'utilizzatore, i lavoratori in somministrazione hanno diritto, a parità di mansioni svolte, a condizioni economiche e normative complessivamente non inferiori a quelle dei dipendenti di pari livello dell'utilizzatore.
L'utilizzatore è obbligato in solido con l’Agenzia per il Lavoro a corrispondere ai somministrati i trattamenti retributivi e a versare i relativi contributi previdenziali. 
Con il contratto di somministrazione di lavoro un'agenzia di somministrazione mette a disposizione di un utilizzatore uno o più lavoratori suoi dipendenti, i quali, per tutta la durata della missione, svolgono la propria attività nell'interesse e sotto la direzione e il controllo dell'utilizzatore.
Gli artt. 30-40 del d.lgs. 81/2015 regolamentano la materia, prevedendo il coinvolgimento di tre soggetti:
- un lavoratore (lavoratore somministrato);
- un utilizzatore, un ente pubblico o privato che necessiti di tale figura professionale;
- un somministratore, un'agenzia per il lavoro autorizzata dal Ministero del lavoro e delle politiche sociali che stipula un contratto con un lavoratore.

Tra questi tre soggetti vengono stipulati due diversi contratti: il contratto (commerciale) di somministrazione di lavoro, concluso tra somministratore e utilizzatore, e il contratto di lavoro concluso tra somministratore e lavoratore. In ogni caso il contratto di lavoro instaurato è tra il lavoratore e l'Agenzia per il lavoro, che per legge dovrà retribuire il lavoratore in maniera adeguata al tipo di contratto del soggetto utilizzatore. Nel linguaggio delle agenzie un contratto con l'azienda committente, relativa alla somministrazione di un lavoratore, è esplicato attraverso la "missione", ossia lo specifico incarico che la risorsa dovrà svolgere presso l'organizzazione utilizzatrice.
La legge individua i diversi specifici doveri datoriali, suddivisi tra agenzia di somministrazione e utilizzatore, nei confronti del lavoratore somministrato. Anche il lavoratore ha diversi e specifici doveri verso i due soggetti.

## Il funzionamento
Il lavoratore, come si diceva, è legato da un rapporto lavorativo con un somministratore, un soggetto autorizzato secondo precise regole previste dalla legge, da parte del Ministero del lavoro e delle politiche sociali e definita Agenzia per il lavoro, registrata in un apposito albo. Il prestatore di lavoro, pertanto, viene richiesto, e dunque utilizzato, da un terzo soggetto detto utilizzatore, il quale, nel periodo del contratto, ne assume la direzione ed il controllo, ricevendo la prestazione nel suo diretto interesse; si può dire che, rispetto al concreto svolgimento del rapporto lavorativo, la posizione dei lavoratori somministrati è assimilabile a quella dei lavoratori assunti "direttamente" dall'utilizzatore, compresa la possibilità di applicarli allo svolgimento di un contratto di appalto o di procedere a distacco presso altre aziende.
L'utilizzatore non assume tuttavia il potere disciplinare che rimane riservato al somministratore, salvo tuttavia l'onere per il primo di comunicare a questi gli elementi che possano costituire oggetto di contestazione disciplinare. Al lavoratore devono essere garantite condizioni di base di lavoro e di occupazione complessivamente non inferiori a quella dei lavoratori pari mansione dipendenti dal soggetto utilizzatore. Inoltre, somministratore ed utilizzatore sono legati da una obbligazione in solido per la corresponsione dei trattamenti retributivi e dei contributi previdenziali. 
Quando la somministrazione di lavoro avviene in: 
- violazione del limite percentuale del 20% in caso di somministrazione a tempo indeterminato;
- violazione del limite percentuale del 30% in caso di somministrazione a tempo determinato;
- violazione del divieto di somministrazione per la sostituzione di lavoratori che esercitano il diritto di sciopero, per la sostituzione di lavoratori licenziati, nel caso in cui siano in corso presso l’unità produttiva interessata interventi di integrazione salariale e nei casi in cui il datore di lavoro non abbia effettuato la valutazione dei rischi;
- mancanza nel contratto di somministrazione dei seguenti elementi: gli estremi dell’autorizzazione dell’ApL; il numero dei lavoratori da somministrare; l’indicazione di eventuali rischi per la salute e per la sicurezza del lavoratore e le misure di prevenzione adottate; la data di inizio e la durata prevista della somministrazione di lavoro;

il lavoratore può chiedere, anche soltanto nei confronti dell'utilizzatore, la costituzione di un rapporto di lavoro alle dipendenze di quest'ultimo, con effetto dall'inizio della somministrazione.
Sono fatte salve le sanzioni penali previste dal D. Lgs. n. 276/2003, art. 18 ss.
Da notare che gli utilizzatori di risorse in somministrazione (aziende o enti che siano) devono registrare le missioni dei lavoratori sul Libro unico del Lavoro, come accade per i subordinati, i cocopro, gli amministratori, ecc.
La somministrazione di lavoro si differenzia dall’appalto per l’organizzazione dei mezzi necessari da parte dell'appaltatore che può anche risultare, in relazione alle esigenze dell'opera o del servizio dedotti in contratto, dall'esercizio del potere organizzativo e direttivo nei confronti dei lavoratori utilizzati nell'appalto, nonché per l’assunzione, da parte del medesimo appaltatore, del rischio d'impresa. Sul tema è intervenuta anche la giurisprudenza e in particolare la Sentenza n. 1571/2018 del Consiglio di Stato che ha dettagliato in modo ancor più specifico gli indici sintomatici della non genuinità di un affidamento formalmente qualificato come “appalto”, ma in realtà dissimulante una somministrazione di personale.

## Tipi
Il contratto di somministrazione, come previsto dall’art. 30 del d. lgs. 81/2015, può essere stipulato in due forme:
- a tempo determinato;
- a tempo indeterminato (cd. Staff leasing).

Il rapporto di lavoro con l'agenzia può essere a tempo determinato, indeterminato o in apprendistato, a tempo pieno o parziale. Ad uno staff leasing (somministrazione a tempo indeterminato) viene di norma associato un contratto di lavoro a tempo indeterminato.
In caso di somministrazione a termine, il CCNL delle Agenzie per il Lavoro vigente, prevede che la durata massima del periodo di assegnazione presso un medesimo utilizzatore, e col medesimo contratto, non possa superare i 24 mesi o diverso limite individuato dal CCNL applicato dall’utilizzatore (o 48 mesi in caso di assegnazione presso diversi utilizzatori). Il numero massimo di proroghe consentite è 8, sempre in base alle regole definite nel CCNL delle Agenzie. Non sono previsti termini minimi di durata del primo periodo, né minimi o massimi delle singole proroghe (purché il rapporto nel suo complesso non superi i termini sopra menzionati).
Ciò garantisce termini di flessibilità decisamente superiori rispetto al contratto a termine diretto. Per ovvie ragioni, invece, non si può parlare né di durata né di proroghe nella somministrazione a tempo indeterminato. La somministrazione a termine è consentita a fronte di ragioni di carattere tecnico, organizzativo, produttivo o sostitutivo presenti presso l'utilizzatore al momento della stipula del contratto e per tutta la sua durata.
Questo il presupposto originariamente previsto dal d.lgs 276/2003 (art. 20 c.4) a cui, in questi anni, sono state portate numerose eccezioni, basate sulle condizioni soggettive del lavoratore coinvolto (in sintesi: in mobilità, percettore di ammortizzatori sociali, svantaggiati o molto svantaggiati sulla base delle norme europee) o pattizie (accordi collettivi in tal senso stipulabili anche a livello aziendale). In tutte queste ipotesi, dunque, la somministrazione a termine si definiva "acausale", nel senso che, per la sua legittimità, non era richiesto il rispetto (e la descrizione in contratto) di una specifica ragione come sopra riferita. Le novità sul punto rivestivano importanza, considerata la difficoltà per le aziende di gestire contrattualmente il presupposto causale, anche di fronte alle incertezze interpretative portate dalla giurisprudenza che in questi anni si è occupata della questione. Sino all'abrogazione predetta, l'Agenzia poteva stipulare contratti di "Staff leasing", ovvero di somministrazione di lavoro a tempo indeterminato, ma solo per la realizzazione di servizi o attività espressamente individuate dalla legge o dalla contrattazione collettiva.
Questo tipo di contratto era ammesso nei seguenti casi:
- a) per servizi di consulenza e assistenza nel settore informatico, compresa la progettazione e manutenzione di reti intranet e extranet, siti internet, sistemi informatici, sviluppo di software applicativo, caricamento dati;
- b) per servizi di pulizia, custodia, portineria;
- c) per la gestione, da e per lo stabilimento, di trasporto di persone e di trasporto e movimentazione di macchinari e merci;
- d) per la gestione di biblioteche, parchi, musei, archivi, magazzini, nonché servizi di economato;
- e) per attività di consulenza direzionale, assistenza alla certificazione, programmazione delle risorse, sviluppo organizzativo e cambiamento, gestione del personale, ricerca e selezione del personale;
- f) per attività di marketing, analisi di mercato, organizzazione della funzione commerciale;
- g) per la gestione di call-center, nonché per l'avvio di nuove iniziative imprenditoriali nelle aree. Obiettivo 1 di cui al regolamento (CE) n. 1260/1999 del Consiglio, del 21 giugno 1999 del Consiglio, del 21 giugno 1999, recante disposizioni generali sui Fondi strutturali;
- h) per costruzioni edilizie all'interno degli stabilimenti, per installazioni o smontaggio di impianti e macchinari, per particolari attività produttive, con specifico riferimento all'edilizia e alla cantieristica navale, le quali richiedano più fasi successive di lavorazione, l'impiego di manodopera diversa per specializzazione da quella normalmente impiegata nell'impresa;
- i) in tutti gli altri casi previsti dai contratti collettivi di lavoro nazionali stipulati da associazioni dei datori e prestatori di lavoro comparativamente più rappresentative.

La normativa attuale non prevede più casi specifici di utilizzo dello staff leasing, ad eccezione nei rapporti di lavoro con la Pubblica Amministrazione, e in generale della somministrazione di lavoro.

## Criticità
In alcuni settori come il lavoro agricolo, si sono sollevate critiche profonde all'operato di alcune agenzie di lavoro, con la segnalazione di abusi che, come riferiscono i media, hanno ricordato l'antico caporalato Alcuni casi di morti tra i lavoratori somministrati in agricoltura hanno sollevato la necessità di un maggior controllo sulle Agenzie di lavoro. Un altro settore critico è quello dei trasporti, clamore aveva suscitato un volantino di una agenzia per il lavoro in cui era stata offerta l'applicazione del contratto di lavoro di diritto romeno ad aziende di Modena.
D'altra parte il lavoro somministrato può fornirlo solo un'agenzia accreditata, utilizzando il CCNL di riferimento, con i rapporti con il lavoratore e il cliente ben documentati, all'interno di regole specifiche. Le principali agenzie del lavoro (somministrazione e selezione) sono nomi molto noti (le più grandi sono multinazionali) e con una platea di candidati e utilizzatori vastissima. Parallelamente, invece, esiste la pratica ben più critica di utilizzare - aggirando le regole -cooperative di lavoro o servizi, i cui dipendenti - essendo soci - possono essere sfruttati, sottopagati e licenziati con molta facilità. Queste cooperative sono spesso piccolissime imprese locali, aperte da prestanome o stranieri. Mentre con la somministrazione anche l'utilizzatore deve adempiere a diversi obblighi documentati nei confronti degli addetti, con la cooperativa si risolve tutto in una normale fattura complessiva per un certo servizio generico. Le agenzie di somministrazione hanno nei falsi appalti di manodopera delle cooperative un concorrente fraudolento.